# Crotalaria bredoi
Crotalaria bredoi är en ärtväxtart som beskrevs av Rudolf Wilczek. Crotalaria bredoi ingår i släktet sunnhampor, och familjen ärtväxter. Inga underarter finns listade i Catalogue of Life.